# Форт-Дженнінгс (Огайо)
Форт-Дженнінгс (англ. Fort Jennings) — селище (англ. village) в США, в окрузі Патнем штату Огайо. Населення — 525 осіб (2020).

## Географія
Форт-Дженнінгс розташований за координатами 40°54′22″ пн. ш. 84°17′59″ зх. д. / 40.90611° пн. ш. 84.29972° зх. д. (40.906176, -84.299622).  За даними Бюро перепису населення США в 2010 році селище мало площу 1,38 км², з яких 1,35 км² — суходіл та 0,02 км² — водойми.

## Демографія
Згідно з переписом 2010 року, у селищі мешкало 485 осіб у 194 домогосподарствах у складі 132 родин. Густота населення становила 352 особи/км².  Було 207 помешкань (150/км²).
Расовий склад населення:
| - 99,2 % — білих - 0,8 % — азіатів |

До двох чи більше рас належало 0,0 %. Частка іспаномовних становила 0,0 % від усіх жителів.
За віковим діапазоном населення розподілялося таким чином: 27,0 % — особи молодші 18 років, 56,1 % — особи у віці 18—64 років, 16,9 % — особи у віці 65 років та старші. Медіана віку мешканця становила 39,1 року. На 100 осіб жіночої статі у селищі припадало 91,7 чоловіків;  на 100 жінок у віці від 18 років та старших — 95,6 чоловіків також старших 18 років.
Середній дохід на одне домашнє господарство  становив 65 924 долари США (медіана — 60 833), а середній дохід на одну сім'ю — 78 096 доларів (медіана — 71 458). Медіана доходів становила 49 688 доларів для чоловіків та 35 208 доларів для жінок. За межею бідності перебувало 5,8 % осіб, у тому числі 15,2 % дітей у віці до 18 років та 5,6 % осіб у віці 65 років та старших.
Цивільне працевлаштоване населення становило 242 особи. Основні галузі зайнятості: виробництво — 25,2 %, освіта, охорона здоров'я та соціальна допомога — 25,2 %, роздрібна торгівля — 13,2 %, будівництво — 8,7 %.